# Krügers Berg
Krügers Berg (česky doslovně Krügerův vrch) je 434 m vysoký vrch na území města Neustadt in Sachsen (místní část Langburkersdorf) v zemském okrese Saské Švýcarsko-Východní Krušné hory v Sasku.

## Charakteristika
Vrch leží v německé části Šluknovské pahorkatiny (Lausitzer Bergland) a její mesogeochoře Západní hornolužická vrchovina (Westliches Oberlausitzer Bergland). Geologické podloží tvoří drobnozrnný dvojslídý hybridní granodiorit. Převládajícím půdním typem je podzolová kambizem a na severní svah okrajově zasahuje glej až koluvizem. Podél východního úpatí protéká hlubokou roklí Laubbach, který je pravým přítokem Polenze (Langburkersdorfského potoka). Celý vrch tak náleží k povodí Labe a k úmoří Severního moře. Přes vrcholovou část se od jihu na sever táhne pruh jehličnatého lesa, ostatní svahy jsou povětšinou zemědělsky obhospodařované. Krügers Berg leží na jižním okraji lesní oblasti Hohwald a nachází se v chráněné krajinné oblasti Oberlausitzer Bergland.
Na jihozápadní a jižní svah zasahuje zástavba Langburkersdorfu. Přes vrch prochází zemská silnice S 154 spojující Neustadt in Sachsen a Steinigtwolmsdorf. Západně od vrcholu vedou modrá a červená turistická trasa a údolím Laubbachu pak zelená.